# Skonał
Skonał (niem. Skonal See, Neuforster See) – jezioro torfowiskowe, zanikające, stanowiące wschodnią zatokę jeziora Tałty. Jezioro o powierzchni około 8 ha, położone na wschód od wsi Mrówki.
W latach 50. i 60. XX w. intensywnie badane przez Stację Hydrobiologiczną PAN z Mikołajek. W tamtym czasie składało się z plosa głównego (w zasadzie zatoka jez. Tałty) oraz zarastającej młaki (głównie osoka aloesowata). Stwierdzono występowanie wielu gatunków chruścików, m.in. Holocentropus dubius, Holocentropus picicornis, Cyrnus insolutus, Agrypnia varia, Tricholeiochiton fagesii.